# Línea 495 (Montevideo)
La línea 495 es una línea nocturna de Montevideo, que une el Cementerio Buceo con el balneario Pajas Blancas. La ida es Pajas Blancas y la vuelta Buceo. 

## Creación
Creada en los años cincuenta por la Administración Municipal de Transporte a consecuencia de la supresión del Tranvía E, dicha línea, denominada como 95 unía el Cementerio del Buceo con la Barra del Santa Lucía, en Santiago Vázquez y en un periodo su recorrido fue extendido hacia Delta del Tigre.
En 1975, con la privatización del ente municipal, la línea comienza a ser operada por la Cooperativa de Transportes del Sur, adquiriendo un nuevo recorrido desde el Buceo a Pajas Blancas, quedando las denominaciones de 95 negro (Buceo - Barra Santa Lucía) y la 95 rojo (Buceo - Pajas Blancas).
En 1992, y tras la desaparición de la anterior cooperativa, la línea pasa a ser operada por la cooperativa COETC, quien decide agregarle la centena "4" para que coincida con el resto de sus servicios, quedando como 495. Al mismo tiempo y a modo de sustituir el ramal negro, se crea la línea 494 desde el Buceo, hasta la Barra Santa Lucía, la cual años después tuvo nuevamente su extensión definitiva a Delta del Tigre y Ruta 1 km 26.
En el caso de la línea 495, continuó su destino a Pajas Blancas, aunque con diversas modificaciones en su recorrido hasta quedar esta línea en calidad solamente de nocturna, manteniendo sus destinos de cabecera. En los horarios que la línea 495 está inactiva, el servicio es prestado por la línea L16, desde la terminal Paso de la Arena (con conexión con la línea 494) hacia Pajas Blancas.

## Frecuencia
En la actualidad, como línea nocturna sus frecuencias funcionan entre las 23:15 y las 06:20, con una frecuencia muy baja.
En los  días hábiles cuenta con dos salidas hacia Pajas Blancas, una salida hacia Buceo, una hacia el Palacio de la Luz y dos salidas a Paso Molino.
En los fines de semana y días festivos cuenta con dos únicas salidas hacia Pajas Blancas, una salida hacia Buceo y otra hacia el Palacio de la Luz.
Durante el resto del día sus servicios son sustituidos por la línea L16 entre la terminal Paso de la Arena y  Pajas Blancas, y por la línea 494 entre Paso de la Arena y Buceo.

### Horarios
| Lunes a viernes                      | Salida | Tres Cruces | Plaza Cuba | Llegada |
| ------------------------------------ | ------ | ----------- | ---------- | ------- |
| Primer salida desde Cementerio Buceo | 23:15  | 23:28       | 23:48      | 00:24   |
| Última salida desde Cementerio Buceo | 01:50  | 02:02       | 02:21      | 02:56   |

| Lunes a viernes                   | Salida | Plaza Cuba | Tres Cruces | Llegada |
| --------------------------------- | ------ | ---------- | ----------- | ------- |
| Primer salida desde Pajas Blancas | 00:30  | 01:08      | 01:24       | 01:34   |
| Última salida desde Pajas Blancas | 06:29  | 07:18      | X           | X       |

## Recorridos
En ambos sentidos circula barrios: Buceo, La Mondiola, Parque Batlle, Tres Cruces, Cordón, Centro, La Aguada, Arroyo Seco, Bella Vista, Prado, Paso Molino, Belvedere, Nuevo París, Barrio Sarandí, Paso de la Arena, Rincón del Cerro y Pajas Blancas.
| - Cementerio del Buceo - Bulevar José Batlle y Ordóñez - Avenida Ramón Anador - Avenida Alfredo Navarro - Avenida Américo Ricaldoni - Avenida Italia - Salvador Ferrer Serra - Juan Paullier - Colonia - Avenida Rondeau - General Caraballo - Avenida Agraciada - San Quintín - Santa Lucía - Eduardo Paz Aguirre - Avenida Luis Batlle Berres - Camino Tomkinson - Cosme Agulló - Camino Cibils - Avenida Luis Batlle Berres - Camino Tomkinson - Camino Pajas Blancas - Antonio Leal de Ibarra - Pedro de Mesa y Castro - Circunvalación Plaza Miranda - Pedro de Mesa y Castro - Antonio Leal de Ibarra - Pajas Blancas | - Pajas Blancas - Antonio Leal de Ibarra - Pedro de Mesa y Castro - Circunvalación Plaza Miranda - Pedro de Mesa y Castro - Antonio Leal de Ibarra - Camino Pajas Blancas - Camino Tomkinson - Cosme Agulló - Camino Cibils - Avenida Luis Batlle Berres - Eduardo Paz Aguirre - Santa Lucía - Córdoba - José Llupes - Avenida Agraciada - Paraguay - Avenida del Libertador - Mercedes - Eduardo Víctor Haedo - Avenida Italia - Avenida Américo Ricaldoni - Avenida Alfredo Navarro - Avenida Ramón Anador - Bulevar José Batlle y Ordóñez - Cementerio del Buceo |

### Destinos intermedio
IDA
1. Paso Molino (Agraciada y Zufriategui)

VUELTA
1. Palacio de la Luz (Paraguay y Pacheco)

Vigencia de Horarios: Invierno 2023. Nota: Los horarios en lugares marcados con ¨X¨ se debe a que el bus inicia o termina su recorrido en el lugar anterior o siguiente y no pasará por dicha parada.